# Siegfried Matlok
Siegfried Matlok (født 5. juni 1945 i Flensborg) er en dansk-tysk journalist, der fra 1979 til 2013 var chefredaktør for det tyske mindretals dagblad Der Nordschleswiger.
Siegfried Matlok er født i Sydslesvig i en dansk-tysk grænselandsfamilie. I sin opvækst havde han de nationale modsætninger tæt inde på livet, fordi dele af Matlok-familien efter 1945 indtog et dansk standpunkt. Matlok gik på Christian-Paulsen-Skolen i Flensborg, og blev derefter udlært som journalist i 1964 fra den tysksprogede, men dansksindede avis, Südschleswigsche Heimatzeitung.
Hans ene bror Jørgen Matlok, er tidligere viceskoledirektør ved Dansk Skoleforening for Sydslesvig og den anden, Werner Matlok, er tidligere præst ved den danske menighed i Lyksborg. Privat bor Siegfried Matlok i Løjt Kirkeby nord for Åbenrå.
Han fastholdt sit tyske ståsted, bl.a. fordi han afviste de ofte nationalistiske og hadefulde anti-tyske toner i danske kredse syd og nord for grænsen. Desuden har han arbejdet på Jydske Tidendes redaktion i Tønder. Han var fra 1973 ansvarshavende redaktør ved Der Nordschleswiger og fra 1979 til 2013 som chefredaktør.
Fra 1988 til 2007 var han desuden sekretariatsleder for det tyske mindretals sektretariat på Christiansborg. Han er medlem af Kontaktudvalget for det Tyske Mindretal. Siegfried Matlok anvendes hyppigt som kommentator i danske medier om tyske politiske forhold, og han har i øvrigt modtaget høj anerkendelse for sit virke fra både officiel dansk og tysk side. Matlok bruges ofte som kommentator i danske medier om politiske forhold i Forbundsrepublikken Tyskland,
Han er udgiver af en bog, som indeholder et vigtigt kildeskrift til Danmarks historie i forbindelse med den tyske besættelse under 2. Verdenskrig, nemlig den tyske rigsbefuldmægtigede dr. Werner Bests beretning om sin tid i Danmark.

## Anerkendelser
- Ridder af Dannebrog
- Den Danske Publicistklubs Jubilæumslegat (2008)